# Burgh

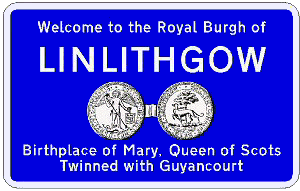
Tábla a skóciai Linlithgowban.

A burgh (kiejtve /ˈbʌʀə/) önálló jogi személy Skóciában, általában egy város. Ez a fajta közigazgatási egység a 12. század óta létezik, amikor I. Dávid alatt létrejött az első királyi burgh. Bár a szót ma is használják (többnyire városokra), burgh nevű közigazgatási egység már nem létezik Skóciában: alig jelent többet puszta címnél és nagyjából megfelel az Egyesült Királyság többi részében ismert borough jogállásnak.

## A burgh-k története
Az első burgh Berwick volt. 1130-ra I. Dávid burgh-ket hozott létre Stirlingben, Dunfermline-ban, Aberdeenben, Perthben, Scone-ban és Edinburghben.
E városok képviselőt küldhettek a skót parlamentbe. Az 1707-es egyesülési törvény alapján többen közülük parlamenti burghk lettek, amelyek képviselettel rendelkeztek a Nagy-Britannia parlamentjében.
Az 1832-es reformtörvény alapján, 32 évvel a brit parlament beolvadása után az Egyesült Királyság parlamentjébe, a burgh-k parlamenti választások céljaira alkalmazott határai megszűntek más célokat is szolgálni.
1833-ig minden burghnek más-más „alapszabálya” (sett) volt, kormányzásukat gyakran önmagukat kinevező testületek tartották a kezükben, amelyek kevés valódi önkormányzati funkciót láttak el, ezeket gyakran ad hoc testületekre bízták.
1833-ban két reformtörvényt is hoztak: Skócia királyi burgh törvényét (3 & 4 Will. IV c.76, Royal Burghs (Scotland) Act) és a Skócai burgh-i és felügyelőik törvényt (3 & 4 Will. IV c.46). A királyi burgh törvény szabályozta a magisztrátusok és tanácsnokok választását. Minden burgh-nek „közös tanácsot” kellett választania, amelyben volt egy provost (vagy lord provost), magisztrátusok (vagy bailies) és tanácsnokok. A burgh választásain jogosult volt szavazni minden polgár, aki a burgh-ben, illetve hétmérföldes körzetében parlamenti választójoggal rendelkezik. Minden évben megválasztották a közös tanács tagjainak egyharmadát. A tagok maguk közül választottak a magisztrátusokat, akik olyan ügyekkel foglalkoztak, mint az engedélyezések. A provostot vagy főmagisztrátust háromévente választották a tanács tagjai közül.
A másik törvényt az akkortájt létrehozott 12 parlamenti burgh-re is kiterjesztették. Ezek növekvő ipari központok voltak, amelyek nem rendelkeztek kiralyi alapítólevéllel, de velük azonos hatalommal és privilégiumokkal rendelkeztek. A kiralyi burgh-knek joguk volt arra, hogy köztulajdont tartsanak a burgh lakóinak javára, például parkok, múzeumok és közesemények finanszírozására. Ez a törvény „felügyelő rendszer” (vagy „rendfenntartó rendszer”, "police system") fenntartását is megengedte a burgh-k számára. A skót név, „police” ebben az összefüggésben nem rendőrséget jelentett, hame olyan., a törvényben összefoglalt helyi önkormányzati feladatok megszervezését, mint „a járdázás, világítás, takarítás, őrzés, vízellátás...” E törvény alapján burgh-k alakultak át és jöttek létre és ezeket később a „felügyelt burgh” néven nevezték. A felügyelt burgh-k vezető testületét a „felügyelő megbízottak” (police commissioners) alkották. Őket nem közvetlenül a választók, hanem a már létező tanács választotta. A tanács háromnegyedes szótöbbséggel felügyelő megbízotti testületté alakulhatott. Sok esetben ez oda vezetett, hogy két vezető testület létezett egyszerre, amelyek tagjai azonosak voltak, mégis két külön jogi személyként. 1850-ben egy újabb jogszabály a nem burgh státuszú „népes helyeknek” megengedte, hogy felügyelt burgh-vé váljanak.
1893-ban a párhuzamosságokat megszüntették, a felügyelő megbízottakat átnevezték tanácsnokoknak és csak egy vezető testület maradt. Azokat az adományozott burgh-ket és bérlői burgh-ket, amelyek nem vették át a felügyelői rendszert, megszüntették.
A burgh-ket érintő utolsó jelentős jogszabályváltozás 1930-ban történt. Az 1929-es skót helyi önkormányzati törvény három csoportba sorolta a burgh-ket: 
- "Megyei városok": a négy legnagyobb királyi burgh egyszerre rendelkezett a burgh-k és a megyei tanácsok jogaival.
- "Nagy burgh-k": ezek függetlenek voltak a helyi megyei tanácstól, kivéve az olyan fontos szolgáltatások ügyeiben, mint a rendőrség és az oktatás.
- "Kis burgh-k": ezek korlátozottan rendelkeztek közszolgáltatási jogokkal (mint utcatakarítás, világítás, csatornázás stb.)

Az 1973-as skót helyi önkormányzati törvény közigazgatási értelemben megszüntette a burgh-ket. Nem hivatalosan azonban a cím ma is használatban van. A közös tulajdont a jelenleg érvényben lévő szabályozás alapján felállított helyi tanácsok kezelik.

## Típusai
Többfajta burgh létezett, mint:
- Királyi burgh, amelyet királyi alapítólevél hozott létre.
- Adományozott burgh, amelyet egy nemes kapott.
- Bérlői burgh, amelyet kevesebb jogkörrel rendelkező főbérlő kapott.
- Parlamenti burgh vagy burgh választókerület, egyfajta választókerület.
- Felügyelt burgh, olyan burgh, amelynek közszolgáltatásairól egyfajta önkormányzat gondoskodott.

## Etimológiája
A scots nyelvű burgh az óangol Burh szóból ered és kiejtése ugyanaz, mint az angol borough szónak, mely közeli rokona is. Angol helynevek részeként (például Bamburgh) szintén ugyanúgy hangzik. A szó Skóciában olyan jogi személyekre utal, melyek jogi helyzete sajátosan Skóciára jellemző. (A skót jog különállását az 1707-es egyesülési törvények megőrizte és védi.)
Az angol borough ugyanbból az óangol szóból származik (amelynek egyes számú dativusa és többes nominativusa/accusativusa, a byrig sokszor kimutatható a mai helynevekben; gyakran összekeverték 'halom, domb' jelentésű beorh, beorg szóval). Az óangol szót eredetileg megerődített városra, vagy kastélyra használták és rokon volt a „megtartani, megmenteni, biztonságossá tenni” jelentésű beorgan igével (ld. még holland és német bergen). A németben Burg kastélyt jelent, de olyan sok város nőtt ki kastélyok körül, hogy a jelentése gyakorlatilag „város” lett és ma is számos nemet helynév része (pl. Hamburg, Strasbourg).
Más nyelvekben is vannak rokonai, mint például a dán és a svéd borg. A megfelelő szó létezik a frízben, a norvégben, az izlandiban. Anglia déli részében a szó bury alakot vett fel (pl. Canterbury).

## Helynevek része
A burgh szó gyakran fordul elő helynevek utótagjaként Skóciában, Angliában, illetve olyan országokban ahová az előbbiekből érkeztek bevándorlók: 
- Aldeburgh
- Bamburgh
- Edinburgh
- Fraserburgh
- Helensburgh
- Jedburgh
- Leverburgh
- Maryburgh
- Musselburgh
- Newburgh
- Roxburgh
- Williamsburgh (Skócia és az Egyesült Államok)
- Kingsburgh (Skócia és Dél-Afrika)
- Pittsburgh, Pennsylvania, Amerikai Egyesült Államok
- Plattsburgh, New York, Egyesült Államok
- Edinburgh, Indiana, Egyesült Államok

Önmagában is előfordul helynévként a nyugati germán nyelveket beszélő országokban:
- Burgh (Renfrewshire), Skócia
- Burgh (Hollandia) - holland város Schouwen-Duiveland községben.
- Burgh (Suffolk), Anglia
- Burgh by Sands, Cumbria, Anglia (kiejtve Bruff by Sands)
- Burgh Castle, Norfolk, Anglia
- Burgh le Marsh, Lincolnshire, Anglia
- Burgh on Bain, Lincolnshire, Anglia
- Burgh Island, Devon, Anglia
- Burgh next Aylsham, Norfolk, Anglia
- Burgh St Margaret, Norfolk, Anglia
- Burgh St Peter, Suffolk, Anglia

## Fordítás
- Ez a szócikk részben vagy egészben  a   Burgh című angol Wikipédia-szócikk ezen változatának fordításán alapul.  Az eredeti cikk szerkesztőit annak laptörténete sorolja fel. Ez a jelzés csupán a megfogalmazás eredetét és a szerzői jogokat jelzi, nem szolgál a cikkben szereplő információk forrásmegjelöléseként.